# Okcitánci
Okcitánci (okcitánsky: occitans) jsou románsky mluvící etnická skupina pocházející z historického regionu Okcitánie (jižní Francie, severovýchodní Španělsko a severozápadní Itálie). Nazývají se také Gaskoňci, Provensálci a Auvergnaci.
Okcitánština je stále používaná mezi 100 000 až 800 000 mluvčími v jižní Francii a severní Itálii. Od roku 2006 je okcitánština uznávána jako jeden z úředních jazyků v Katalánsku, autonomní oblasti Španělska.
Okcitánci žijí převážně v Okcitánii, ale také ve velkých městských centrech v sousedních regionech: Lyon, Paříž, Turín a Barcelona. Etnické Okcitánce můžeme najít také v Guardia Piemontese v Kalábrii, stejně jako v Argentině, Mexiku a Spojených státech amerických.[zdroj?]